# China Kantner

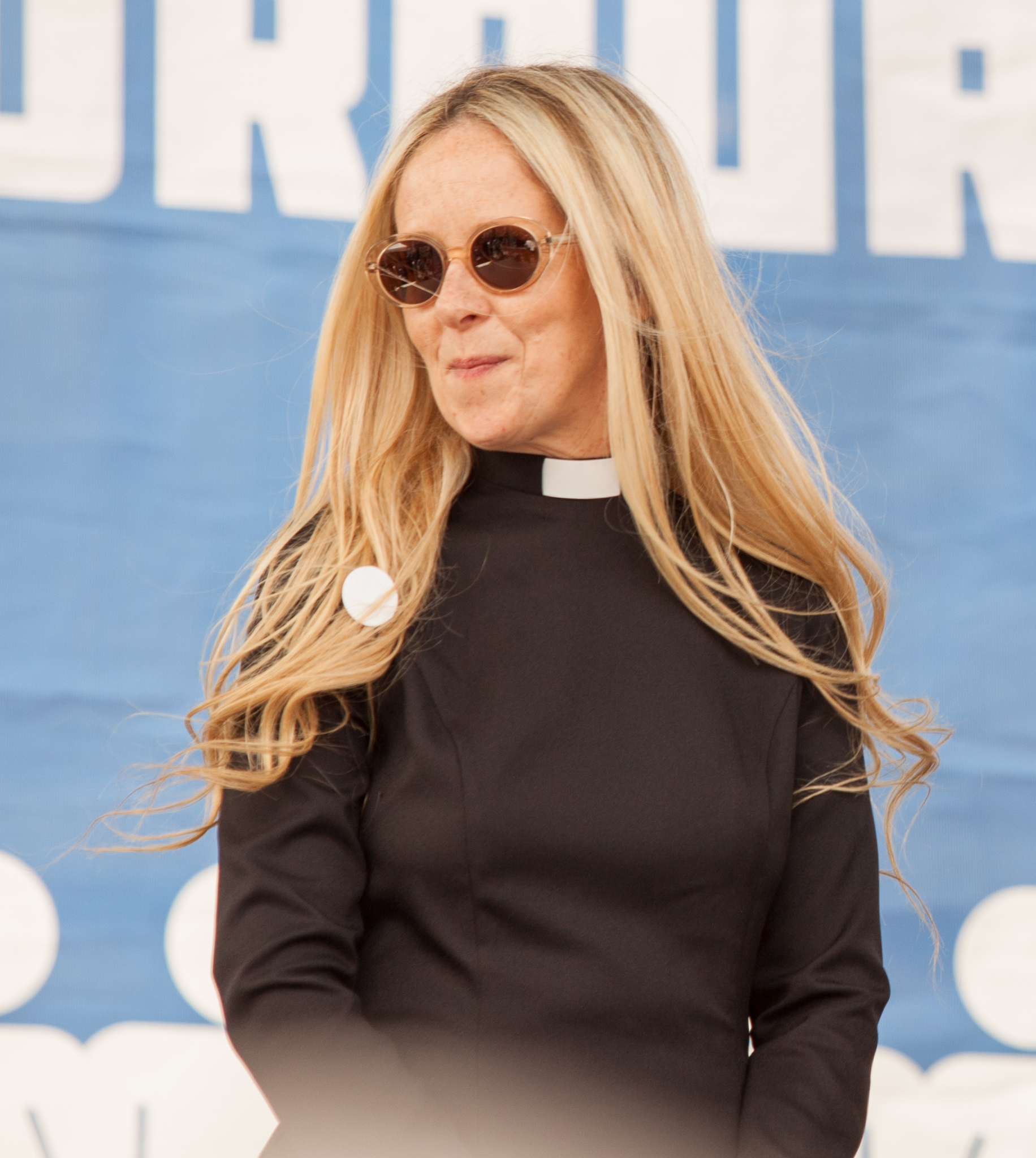
China Kantner, 2018

China Wing Kantner (* 25. Januar 1971 in San Francisco, Kalifornien) ist eine US-amerikanische Schauspielerin, Songwriterin und Sängerin.

## Leben
Die Tochter des Jefferson-Airplane-Mitbegründers Paul Kantner und der Airplane-Sängerin Grace Slick begann im Alter von 15 Jahren als Video Jockey bei MTV zu arbeiten.
1994 trat sie erstmals als Schauspielerin in Erscheinung, als sie in  James Melkonians Komödie  The Stoned Age die Rolle der Jill Wajakawakawitz spielte. Nach einigen weiteren Auftritten in Filmen wie Grace of My Heart und Fernsehserien wie Hör mal, wer da hämmert gab sie die Schauspielerei auf, um ein Studium zu beginnen.
Über die Jahre hat sie auch einige Beiträge als Songwriterin und Sängerin für Jefferson Starship geleistet. Trotzdem sagt sie von sich, dass sie keine wirklichen musikalischen Bestrebungen habe, da sie meint, dass sie nicht besonders gut singen könne.

## Filmografie
- 1994: Chicks – Total bekifft und wild auf Girls (The Stoned Age)
- 1994: Airheads
- 1994: 36 Tage Terror (S.F.W.)
- 1994: Monty (Fernsehserie, 13 Folgen)
- 1995: Grace (Grace Under Fire, Fernsehserie, Folge: Hello, I'm Your Mother)
- 1995: Murphy Brown (Fernsehserie, Folge: The Feminine Critique)
- 1996: Too Something (Fernsehserie, Folge: Donny's Mother)
- 1996: L.A. Firefighters (Fernsehserie, 5 Folgen)
- 1996: Grace of My Heart
- 1996: Jahre der Zärtlichkeit – Die Geschichte geht weiter (The Evening Star)
- 1997: The Player (Fernsehfilm)
- 1997–1998: Hör mal, wer da hämmert (Home Improvement, Fernsehserie, 5 Folgen)
- 2001: Burning Down the House